# 朱尔·梅利纳

朱尔·梅利纳

费利克斯·朱尔·梅利纳（法語：Félix Jules Méline，1838年5月20日—1925年12月21日）， 法國政治家，出生于勒米尔蒙，1896至1898年间任總理。
| 前任： 莱昂·布尔茹瓦 | 法国总理 1896年－1898年 | 繼任： 亨利·布里松 |